# Poursuite par équipes féminine aux Jeux olympiques d'été de 2024
Cet article traite de l'épreuve féminine. Pour la compétition masculine, voir Poursuite par équipes masculine aux Jeux olympiques d'été de 2024.
Navigation
Tokyo 2020 Los Angeles 2028
La poursuite par équipes féminine, épreuve de cyclisme sur piste des Jeux olympiques d'été de 2020, a lieu les 6 et 7 août 2024 sur le Vélodrome national de Saint-Quentin-en-Yvelines.

## Médaillées
| Or                                                                             | Argent                                                                            | Bronze                                                                        |
| États-Unis- Jennifer Valente - Lily Williams - Chloé Dygert - Kristen Faulkner | Nouvelle-Zélande- Ally Wollaston - Bryony Botha - Emily Shearman - Nicole Shields | Grande-Bretagne- Elinor Barker - Josie Knight - Anna Morris - Jessica Roberts |

## Site de la compétition

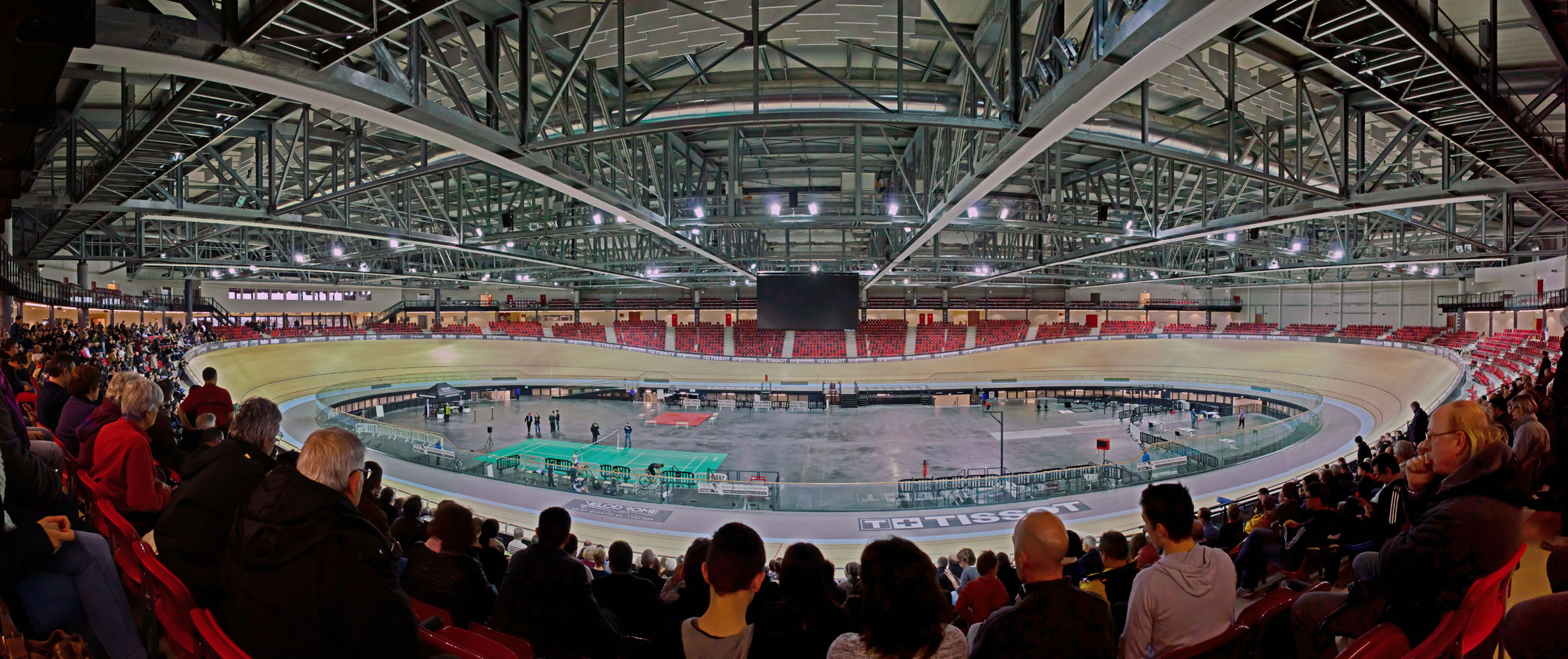
Vélodrome national en 2014.

Les épreuves de cyclisme sur piste ont lieu sur le Vélodrome national de Saint-Quentin-en-Yvelines. Contrairement à ce que son nom laisse supposer, il est situé sur la commune de Montigny-le-Bretonneux à l'ouest de Paris, à 36 km du village olympique. Il a été construit en 2011 et a une capacité de 5 000 spectateurs.

## Programme
| Date            | Horaire | Manche         |
| --------------- | ------- | -------------- |
| Mardi 6 août    | 17 h 30 | Qualifications |
| Mercredi 7 août | 12 h 45 | Premier tour   |
| Mercredi 7 août | 17 h 30 | Finales        |

## Résultats détaillés

### Qualifications
Les qualifications permettent de classer les équipes selon leur temps respectifs. Seules les quatre meilleures équipes à l'issue des qualifications peuvent encore concourir pour la médaille d'or. Les autres ne peuvent pas obtenir mieux que le bronze.
| Rang | Pays             | Cyclistes                                                             | Résultat       | Notes |
| ---- | ---------------- | --------------------------------------------------------------------- | -------------- | ----- |
| 1    | Nouvelle-Zélande | Ally Wollaston Bryony Botha Emily Shearman Nicole Shields             | 4 min 4 s 679  | Q     |
| 2    | États-Unis       | Jennifer Valente Lily Williams Chloé Dygert Kristen Faulkner          | 4 min 5 s 238  | Q     |
| 3    | Grande-Bretagne  | Elinor Barker Josie Knight Anna Morris Jessica Roberts                | 4 min 6 s 710  | Q     |
| 4    | Italie           | Letizia Paternoster Chiara Consonni Martina Fidanza Vittoria Guazzini | 4 min 7 s 579  | Q     |
| 5    | Allemagne        | Franziska Brauße Laura Süßemilch Lisa Klein Mieke Kröger              | 4 min 8 s 313  | Q     |
| 6    | Australie        | Georgia Baker Sophie Edwards Chloe Moran Maeve Plouffe                | 4 min 8 s 612  | Q     |
| 7    | France           | Clara Copponi Valentine Fortin Marion Borras Marie Le Net             | 4 min 8 s 797  | Q     |
| 8    | Canada           | Maggie Coles-Lyster Sarah Van Dam Erin Attwell Ariane Bonhomme        | 4 min 12 s 205 | Q     |
| 9    | Irlande          | Lara Gillespie Mia Griffin Kelly Murphy Alice Sharpe                  | 4 min 12 s 447 |       |
| 10   | Japon            | Yumi Kajihara Tsuyaka Uchino Mizuki Ikeda Maho Kakita                 | 4 min 13 s 818 |       |

### Premier tour

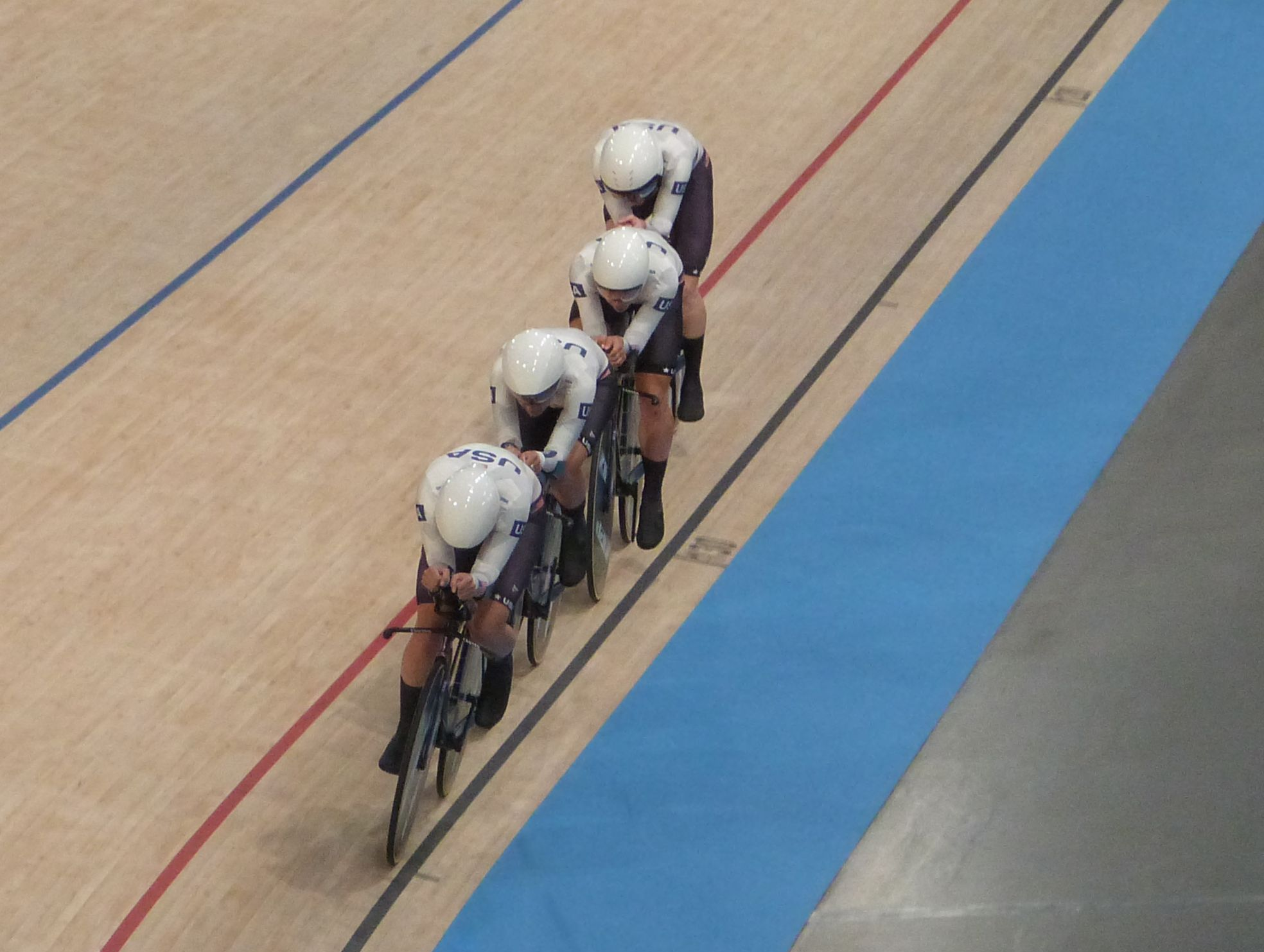
L'équipe des États-Unis lors du premier tour.

Le premier tour consiste en cinq duels. Les quatre meilleures équipes des qualifications courent les unes contre les autres (1 contre 4, 2 contre 3), tandis que les autres équipes courent également les unes contre les autres (5 contre 8, 6 contre 7). Les deux vainqueurs des duels entre les quatre meilleures équipes accèdent à la finale pour la médaille d'or (FA). Parmi les 6 autres équipes, les deux meilleures accèdent à la médaille de bronze (FB) et les autres équipes accèdent aux matches de classements.
| Rang | Série | Pays             | Cyclistes                                                             | Résultat       | Notes |
| ---- | ----- | ---------------- | --------------------------------------------------------------------- | -------------- | ----- |
| 1    | 3     | États-Unis       | Jennifer Valente Lily Williams Chloé Dygert Kristen Faulkner          | 4 min 4 s 629  | FA    |
| 2    | 4     | Nouvelle-Zélande | Ally Wollaston Bryony Botha Emily Shearman Nicole Shields             | 4 min 4 s 818  | FA    |
| 3    | 3     | Grande-Bretagne  | Elinor Barker Josie Knight Anna Morris Jessica Roberts                | 4 min 4 s 908  | FB    |
| 4    | 4     | Italie           | Letizia Paternoster Chiara Consonni Martina Fidanza Vittoria Guazzini | 4 min 7 s 491  | FB    |
| 5    | 2     | Allemagne        | Franziska Brauße Laura Süßemilch Lisa Klein Mieke Kröger              | 4 min 7 s 908  |       |
| 6    | 1     | France           | Clara Copponi Valentine Fortin Marion Borras Victoire Berteau         | 4 min 8 s 292  |       |
| 7    | 1     | Australie        | Georgia Baker Sophie Edwards Alexandra Manly Maeve Plouffe            | 4 min 9 s 975  |       |
| 8    | 2     | Canada           | Maggie Coles-Lyster Sarah Van Dam Erin Attwell Ariane Bonhomme        | 4 min 10 s 971 |       |

### Finales
| Rang                               | Pays             | Cyclistes                                                    | Résultat      | Notes |
| ---------------------------------- | ---------------- | ------------------------------------------------------------ | ------------- | ----- |
| Médaille d'or, Jeux olympiques     | États-Unis       | Jennifer Valente Lily Williams Chloé Dygert Kristen Faulkner | 4 min 4 s 306 |       |
| Médaille d'argent, Jeux olympiques | Nouvelle-Zélande | Ally Wollaston Bryony Botha Emily Shearman Nicole Shields    | 4 min 4 s 927 |       |

| Rang                                | Pays            | Cyclistes                                                       | Résultat      | Notes |
| ----------------------------------- | --------------- | --------------------------------------------------------------- | ------------- | ----- |
| Médaille de bronze, Jeux olympiques | Grande-Bretagne | Elinor Barker Josie Knight Anna Morris Jessica Roberts          | 4 min 6 s 382 |       |
| 4                                   | Italie          | Elisa Balsamo Chiara Consonni Martina Fidanza Vittoria Guazzini | 4 min 8 s 961 |       |

| Rang | Pays      | Cyclistes                                                       | Résultat      | Notes |
| ---- | --------- | --------------------------------------------------------------- | ------------- | ----- |
| 5    | France    | Clara Copponi Valentine Fortin Marion Borras Marie Le Net       | 4 min 6 s 987 |       |
| 6    | Allemagne | Franziska Brauße Lena Charlotte Reißner Lisa Klein Mieke Kröger | 4 min 8 s 349 |       |

| Rang | Pays      | Cyclistes                                                      | Résultat       | Notes |
| ---- | --------- | -------------------------------------------------------------- | -------------- | ----- |
| 7    | Australie | Chloe Moran Sophie Edwards Alexandra Manly Maeve Plouffe       | 4 min 11 s 548 |       |
| 8    | Canada    | Maggie Coles-Lyster Sarah Van Dam Erin Attwell Ariane Bonhomme | 4 min 12 s 097 |       |